# Nokia 5320 XpressMusic
Nokia 5320 – telefon komórkowy z serii XpressMusic, z systemem Symbian, aparatem 2,0 Mpx i odtwarzaczem MP3. Pamięć wewnętrzna 140 MB. Możliwe jest powiększenie pamięci poprzez kartę. Telefon jest przeznaczony dla fanów muzyki i gier – posiada możliwość uruchomienia aplikacji i gier N-Gage 2.0. Do telefonu można podłączyć tradycyjne słuchawki z wejściem minijack. 

## Dane ogólne
Ogólne
- Aparat 2,0 Mpix (drugi do połączeń video 0.3 Mpix)
- Odtwarzacz MP3
- Odtwarzacz video
- HSDPA
- GPRS
- UMTS
- EDGE
- Wyświetlacz 16 mln kolorów
- Ekran 2-calowy (240x320)
- WAP 2.0
- Pamięć RAM 128 MB
- Bateria Li-Ion

Wiadomości
- Słownik T9
- Wiadomości MMS
- Wiadomości SMS
- Klient E-mail

Oprogramowanie
- Java
- Profile
- Kalendarz
- Polifonia 64-tonowa

Funkcje głosowe
- Wybieranie głosowe
- Dyktafon
- System głośnomówiący
- Radio
- Odtwarzacz MP3
- Wideokonferencja

Dodatkowe informacje
- HSDPA 2100/900 MHz, do 3,6 Mb/s
- microUSB
- radio stereo z RDS
- obsługa kart microSD (TransFlash) do 16 GB
- Macromedia Flash Lite 3.0
- Java MIDP 2.1
- głosowe sterowanie odtwarzaczem
- gniazdo A/V 3,5mm (minijack)